# Charlotte Kramm
Charlotte Kramm (15 de marzo de 1900 - 21 de noviembre de 1971) fue una actriz teatral, cinematográfica y televisiva, además de actriz de voz, de nacionalidad alemana.

## Biografía
Su verdadero nombre era Charlotte Goldschmidt, y nació en Berlín, Alemania. Hija de un médico de Berlín, siguió clases de teatro en Dresde. Su primera actuación tuvo lugar en Katowice, trabajando más adelante en Stralsund, Érfurt y Brunswick. En esta última ciudad conoció al actor Willy Maertens, con el que se casó unos años más tarde en Hamburgo.
En 1928 encarnó a Maria Stuart en el Teatro Altonaer de Hamburgo, donde permaneció hasta 1931. Un año más tarde trabajó con Erich Ziegel en el Teatro Thalia de Hamburgo, donde su marido ya estaba bajo contrato desde 1927.
Con la llegada del Nazismo, y a causa de su ascendencia judía, Kramm recibió la prohibición de actuar a partir del año 1935. Ella sobrevivió al Holocausto gracias a la intercesión de un amigo de la pareja, presidente del Reichstheaterkammer. 
Finalizada la Segunda Guerra Mundial, regresó al Teatro Thalia, entonces bajo la dirección de su marido, interpretando, a menudo con él, papeles de mujeres importantes y roles maternos. Entre las obras en las que actuó figuran:
- Kabale und Liebe, de Friedrich Schiller,
- Die Südfrucht, de André Birabeau,
- Ich, erste Person Einzahl, de Lewis Grant Wallace,
- Muerte de un viajante, de Arthur Miller,
- Die Erbin,
- The Winslow Boy, de Terence Rattigan,
- Familienparlament
- Diversas obras teatrales de Henrik Ibsen.

Aunque Charlotte Kramm era principalmente una actriz teatral, también hizo cine y, sobre todo, televisión. En este medio actuó en producciones como Die Ratten, Im sechsten Stock, Neues aus dem sechsten Stock y Schau heimwärts, Engel. En 1961 trabajó en la versión cinematográfica de Im sechsten Stock, encarnando a Madame Maret. 
También conocida como actriz de doblaje, dio voz, entre otras intérpretes, a Marjorie Fielding en la película británica Jugendliebe - Drei Jahre Ferien (1946). 
En octubre de 1945 formó parte del repertorio de la adaptación para la radio de una de las obras de mayor fama de Thornton Wilder, Our Town. La pieza fue grabada bajo la dirección de Helmut Käutner y emitida por Radio Hamburgo, con una puesta en escena que se considera un hito de la historia de la radio alemana. Otra destacada emisión radiofónica en la que participó Kramm fue la adaptación de Bajo el bosque lácteo, de Dylan Thomas. 
Con motivo de su 70 cumpleaños, fue galardonada por el Gremio Teatral Genossenschaft Deutscher Bühnenangehöriger con la Gran Medalla de Oro de la GDBA.
Su última representación teatral tuvo lugar en el Teatro Thalia el 20 de noviembre de 1971 en la comedia de Nikolai Erdmann Der Selbstmörder. Charlotte Kramm falleció al día siguiente a causa de una insuficiencia cardiaca. Fue enterrada junto a su marido en el Cementerio Ohlsdorf de Hamburgo. La tumba del matrimonio se encuentra en el Jardín de las Mujeres de dicha necrópolis.
Charlotte Kramm y Willy Maertens fundaron la familia de actores Maertens. Su hijo Peter Maertens (nacido en 1931) fue también actor del Teatro Thalia. También son actores sus nietos Kai, Michael y Miriam Maertens. 

## Filmografía
- 1949: Schicksal aus zweiter Hand, dirección de Wolfgang Staudte, con Erich Ponto, Heinz Klevenow y Marianne Hoppe
- 1953: Nur nicht aufregen, dirección de Harald Röbbeling
- 1954: Im sechsten Stock (TV), dirección de John Olden, con Erich Weiher, Gert Niemitz y Inge Meysel
- 1954: Neues aus dem sechsten Stock (TV), dirección de John Olden, con Inge Meysel, Ingrid Andree y Klaus Kammer
- 1955: La Brige und das Gesetz (TV), dirección de Michael Kehlmann, con Josef Meinrad, Hermann Lenschau y Susi Nicoletti
- 1959: Die Ratten (de Gerhart Hauptmann, TV), dirección de John Olden, con Edith Hancke, Elisabeth Flickenschildt y Gisela von Collande
- 1959: Ende des sechsten Stocks (TV), dirección de John Olden, con Inge Meysel, Hanns Lothar y Erich Weiher
- 1961: Schau heimwärts, Engel (TV), dirección de John Olden, con René Deltgen, Inge Meysel y Dietmar Schönherr
- 1961: Im sechsten Stock, dirección de John Olden, con Sabine Sinjen, Helmut Lohner y Klausjürgen Wussow
- 1963: Hafenpolizei (serie TV), episodio Der Blindgänger, dirección de John Olden, con Till Kiwe, Herbert A.E. Böhme y Jochen Blume
- 1967: Die Unverbesserlichen (serie TV), dirección de Claus Peter Witt, con Inge Meysel, Joseph Offenbach y Agnes Windeck
- 1969: Polizeifunk ruft (serie TV), episodio Wohnung zu vermieten, dirección de Hermann Leitner, con Josef Dahmen, Karl-Heinz Hess y Eckart Dux
- 1970: Ach, so eine nette Person (TV), dirección de Peter Schulze-Rohr, con Elisabeth Schwarz, Emmy Percy-Wuestenhagen y Bruni Löbel

## Radio
- 1945: Unsere kleine Stadt, dirección y narración: Helmut Käutner, con Dagmar Altrichter, Ida Ehre y Fritz Wagner
- 1954: Unter dem Milchwald, dirección de Fritz Schröder-Jahn, con Gisela von Collande, Paul Bildt y Heinz Sailer
- 1954: Der Vogel, der sprechen kann, dirección de Rüdiger Proske, con Heinz Klevenow, Rosemarie Schwerin y Rudolf Fenner
- 1957: Die Brandung vor Setúbal, dirección de Fritz Schröder-Jahn, con Elisabeth Flickenschildt, Gustl Halenke y Hermann Lenschau
- 1957: Kopfgeld, dirección de Fritz Schröder-Jahn, con Heinz Klevenow, Rosemarie Gerstenberg y Heinz Klingenberg
- 1959: Der Doktor und die Teufel, dirección de Fritz Schröder-Jahn, con Hans Lietzau, Wolfgang Wahl y Marion Degler
- 1961: Salto Mortale, a partir de Milo Dor, dirección de Fritz Schröder-Jahn, con Jürgen Goslar, Max Walter Sieg y Karen Hüttmann
- 1963: Das Obdach, dirección de Fritz Schröder-Jahn, con Hanns Lothar, Joseph Offenbach y Manfred Steffen
- 1963: Die traurige Geschichte von Friedrich dem Großen, dirección de Gerhart Lippert, con Hermann Schomberg, Volker Brandt y Ella Büchi
- 1965: Unsere kleine Stadt, dirección de Rudolf Noelte, con Hans Mahnke, Harry Meyen, Fritz Wagner
- 1968: Weihnachten im Märchenland, dirección de Ingeborg Walther, con Regine Lamster, Joseph Offenbach y Angela Martens